# カオス・セオリー
『カオス・セオリー』（Chaos Theory）は、2007年のアメリカ合衆国のコメディ映画。監督はマルコス・シーガ、出演はライアン・レイノルズとエミリー・モーティマーなど。1日の行動を全てリスト化するリスト・マニアの男が、あるスケジュールの狂いから予期せぬ事態に巻き込まれ、「カオス（混沌）」に陥っていく姿を描いている。
日本では劇場未公開だが、DVDが2009年8月26日に発売された。

## ストーリー
プロの能率専門家であるフランク（ライアン・レイノルズ）は、一日の行動を全てリスト化し、それを忠実に実行している几帳面な男。
ところが、フランクが時間管理に関するセミナーの講師を務める日の朝、妻のスーザン（エミリー・モーティマー）が時計を10分遅らせたことから、フランクは予想もしなかった事態に陥ってしまう。

## キャスト
- フランク・アレン: ライアン・レイノルズ
- スーザン・アレン: エミリー・モーティマー
- バディ・エンドロウ: スチュアート・タウンゼント
- ポーラ・クロウ: サラ・チョーク
- エド: マイク・アーウィン（英語版）

## 作品の評価
Rotten Tomatoesによれば、批評家の一致した見解は「ライアン・レイノルズとエミリー・モーティマーはやれることをやっているが、最終的に『カオス・セオリー』はありきたりすぎるドラマコメディになってしまっている。」であり、60件の評論のうち高評価は30%にあたる18件で、平均点は10点満点中5.1点となっている。
Metacriticによれば、18件の評論のうち、高評価は4件、賛否混在は11件、低評価は3件で、平均点は100点満点中44点となっている。